# Нижньо-Устріцький район
Нижньо-Устріцький район (у 1940—1944 роках — Устрико-Дольнівський район) — колишній район Дрогобицької області, центром якого було місто Нижні Устріки.

## Історія
10 січня 1940 року Політбюро ЦК КП(б)У обговорило питання про створення районів у Дрогобицькій області, зокрема Устрико-Дольнівського району із центром у місті Устрики Дольні, 17.01.1940 його було утворено. Однак уже 24 червня 1941 року радянські війська з боями залишили територію району. Відновлення радянської влади на території району відбулося після того, як 18 вересня 1944 року РСЧА зайняла Устрики Дольні. Район було ліквідовано — 10.12.1951 — після того, як у 1951 році його територія увійшла до складу ПНР.

## Перейменування району
У процесі адміністративно-територіального облаштування західних областей УРСР відстежується тенденція до уточнення правильного найменування окремих населених пунктів, їх перейменування або зарахування до певної категорії. Указом Президії Верховної Ради УРСР від 15 серпня 1944 р. з метою уточнення найменувань населених пунктів уточнено деякі назви. Зокрема м. Устрики Дольні, центр Устрико-Дольнівського району, перейменовано на м. Нижнє-Устріки, Устрико-Дольнівський район — на Нижнє-Устриківський.

## Села та сільські ради району
До складу району входили наступні села: Бандрів, Долішні Береги, Бреликів, Волиця, Воцькова, Воцьківка, Вільшаниця, Воля, Вгерці, Глинно, Гошів, Гошівчик, Дзивинячий, Завадка, Станькова, Кузьмина, Лодина, Луг, Ліщовате, Лобазів, Лютовисько, Рівне, Ропинка, Романова, Середниця, Стрв'яжик, Тиха, Устянова, Чорна, Юркова, Ясень.
У районі налічувалося 28 сільських рад: Бандрівська, Гошівська, Гошівчицька, Дашівська, Долішньо-Берегівська, Журавнянська, Лобізвянська, Лодинянська, Мочарівська, Панищівська, Полянська, Рівнянська, Росохатенська, Рябенська, Середнянська, Скородненська, Смільницька, Соколенська, Соколово-Волянська, Солинянська, Стряжиківська, Телешнице-Ошварівська, Устянівська, Хмільська, Хревтська, Чорнянська, Шевченківська, Ясенська.
Загалом налічувалося 29 сіл та 19 хуторів.

## Підприємства
У повоєнні роки на території району розвивались деякі підприємства, виникали нові виробництва. Зокрема деревообробний завод у Нижніх Устриках організував виробництво стандартних будинків. Будинок складався з кімнати, кухні, ванної, веранди. Його загальна площа — 34,5 м². Перша партія будинків відправлена в Грозний і Ашхабад.

## Нижнє-Устріцький райкомКП(б)У
Паралельно з утвердженням радянської влади на території району йшло формування структур КП(б)У. У січні 1940 року було створено райком, однак з початком бойових дій він припинив своє функціонування, відновивши його 23 серпня 1944 року. Ліквідований в 1951 р. після передачі території району Польській Народній Республіці. Райком складався з наступних підрозділів: секретаріат, організаційно-інструкторський відділ, відділ агітації i пропаганди, військовий відділ, відділ кадрів, жіночий відділ, сектор партійного обліку i статистики.

## Обмін територіями і виселення

Ділянка, що перейшла до Польщі в 1951

Одразу після закінчення II світової війни у 1945 році було утворено українсько-польське представництво по відселенню мешканців сіл, які підлягали міждержавному обміну. Район діяльності представництва по відселенню визначався державним кордоном між УРСР і Польщею — від річки Солокії на півночі, до річки Сян в селі Соліні Нижньо-Устріцького району Дрогобицької області на півдні. З української сторони, окрім раніше виселених жителів Львівської області виселенню підлягали мешканці ряду сіл Дрогобицької області. Зокрема у Нижньо-Устріцькому районі у місячний термін слід було виселити мешканців Соліні, Лобизва, Устянове і Воля-Мацькова.
В 1948 р. жителі частини сіл Устянова та Лобізва Нижньо-Устріцького району тодішньої Дрогобицької області (а це 9 125 українців) в ході виселення людей з прикордонної смуги вимушені були в місячний термін покинути рідні домівки. Тоді їх виселили в ближні села, тобто залишили на території Дрогобицької обл. Та 1951 року цих людей виселили вдруге, цього разу вглиб УРСР, згідно з договором «про обмін територіями» задля «вирівнювання кордонів».
В 1951 р. внаслідок домовленостей про Радянсько-польський обмін ділянками територій (1951) до Польщі відійшла ділянка етнічних українських теренів площею близько 480 кв. км — 41 село західної Бойківщини та місто Нижні Устріки. Їхніх жителів — 32 066 осіб — вигнали з рідних домівок і вивезли на схід та південь України. З Нижньо-Устріцького району на Одещину депортували жителів сіл Видрине, Дашівка, Дверничок, Поляна, Рівня, Росохате, Росолин, Середнє Мале, Скородне, Лобізва, Телешниця Ошварова, Устянова, Хміль; на Миколаївщину — сіл Вільховець, Панищів, Соколе, Соколова Воля, Стервяжик, Хревт, Ялове, Ясінь; на Донеччину — сіл Бандрів, Гошів, Гошівчик, Задвір'я, Жолобок, Рябе, Мочари, Чорна; на Херсонщину — сіл Береги Долішні, Журавин, Кривка, Шевченкове (Літовищі), Лодина, Смільник. Депортовані стали жителями чотирьох українських областей: Донецької (25 сіл), Одеської (20), Миколаївської (10) та Херсонської (5). Отже, в 60 селах південно-східної України компактно проживають українці, депортовані із західної Бойківщини. Робітників і службовців з Нижніх Устрік (згідно з документами, 105 сімей) розселили у Дрогобицькій області.